# Динамо (Ала-Бука)
«Динамо» (кирг. Динамо) — киргизський футбольний клуб, який представляє с.Ала-Бука.

## Історія
Футбольний клуб Динамо (Ала-Бука) було засновано в с.Ала-Бука Ала-Букського району Джалал-Абадської області. В 1998 році команда дебютувала у Вищій лізі чемпіонату Киргизстану, спочатку в Зоні «Б» посіла 3-тє місце та пробилася до фінального етапу, в якому Динамо посіло 6-те місце. В національному кубку цього сезону динамівці зупинилися на стадії 1/16 фіналу, Динамо поступилося у серії післяматчевих пенальті з рахунком 2:4 «Світлотехніці» з Майли-Сай (основний час матчу завершився з рахунком 2:2). У наступному сезоні динамівці посіли 11-те місце серед команд Вищої ліги чемпіонату Киргизстану, а в національному кубку на стадії 1/16 фіналу команді була зарахована технічна поразка, через неявку на матч проти «Акси» з С.Караван.

## Досягнення
- Топ-Ліга
  - 6-те місце (1): 1998

- Кубок Киргизстану
  - 1/16 фіналу (2): 1998, 1999

## Відомі гравці
- Фарходжон Абдиллаєв
- Алівой Аріпов
- Шухратжон Базаров
- Кобилжон Бахрамов
- Акмал Гафуров
- Нуритдін Гафуров
- Жамалиддін Жуманазаров
- Бахтияр Закіров
- Моминжон Мажидов
- Руслан Маннабов
- Абдуллахат Мовлонов
- Обиджон Мумінов
- Алмазбек Мурзаєв
- Ібрагім Парпиходжаєв
- Аліжан Садиков
- Гуламжон Садиков
- Улугбек Саїпов
- Мехмонхон Соліходжаєв
- Ільяз Тургунбаєв
- Ільхом Турсунов
- Мухаммадобіл Умаров
- Назимжон Шавданов
- Ирисбек Мамірбек
- Абдуфаттах Юлдашев